# Oğuz (Stadt)
Oğuz, auch Oghuz, ist eine Stadt in Aserbaidschan. Sie ist Hauptstadt des gleichnamigen Bezirks. Der Name der Stadt leitet sich von den Oghusen ab, von denen die Aserbaidschaner, Türken und Turkmenen abstammen. Bis 1991 hieß die Stadt Vartaşen beziehungsweise Vartashen (von armenisch Վարդաշեն, Wartaschen).
In der Stadt leben 7.500 Einwohner (Stand: 2021). 2014 betrug die Einwohnerzahl etwa 7.100. Die zuvor in großen Teilen udische, tatische und armenische, überwiegend christliche (meist armenisch-apostolische) und zu kleineren Teilen tatisch-jüdische Bevölkerung der Stadt, in der die etwa 3000 Uden (von etwa 10.000 Menschen) den ortstypischen Wartaschen-Dialekt des Udischen sprachen, wurde im Zuge des Bergkarabachkonfliktes Anfang der 1990er Jahre nach Armenien vertrieben. Heute gibt es noch etwa 50 Uden und bis zu 80 Bergjuden, aber keine Armenier mehr im Ort.
In der Stadt befinden sich eine restaurierte alte Synagoge von 1906 und eine moderne Moschee. Außerdem gibt es ein Heydər-Əliyev-Museum.